# بنا (پیمونت)
بنا (به ایتالیایی: Benna) یک کومونه در ایتالیا است که در استان بیه‌لا واقع شده‌است.

## خصوصیات
بنا ۹٫۴ کیلومترمربع مساحت و ۱٬۱۷۰ نفر جمعیت دارد و ۲۷۷ متر بالاتر از سطح دریا واقع شده‌است.